# Пентателлурид дисамария
Пентателлурид дисамария — бинарное неорганическое соединение
самария и теллура
с формулой Sm2Te5,
кристаллы.

## Получение
- Сплавление стехиометрических количеств чистых веществ:

{\displaystyle {\mathsf {2Sm+5Te\ {\xrightarrow {830^{o}C}}\ Sm_{2}Te_{5}}}}

## Физические свойства
Пентателлурид дисамария образует кристаллы
ромбической сингонии, пространственная группа C mcm, параметры ячейки a = 0,4362 нм, b = 4,323 нм, c = 0,4362 нм, Z = 4,
структура типа пентателлурид динеодима Nd2Te5
.
Соединение образуется по перитектической реакции при температуре 830 °C .